# Syzeuctus capensis
Syzeuctus capensis là một loài tò vò trong họ Ichneumonidae.